# Sarras
Sarras var enligt legenden om den Heliga Graal en mytisk ö till vilken riddaren Percevals syster Dindrane förde bägaren som bar Kristus blod.
Det är ännu osäkert var denna ö finns, eller om den över huvud taget har funnits.